# Historiae (Sallustio)
Historiae (Storie) è il titolo di un'opera annalistica scritta dallo storiografo latino Gaio Sallustio Crispo nel 39 a.C., conservata solo in frammenti.

## Caratteristiche generali
Composte dopo le due monografie, il De Catilinae coniuratione ed il Bellum Iugurthinum, le Historiae dimostrano l'intento di Sallustio di narrare, secondo una scansione per annum, la storia romana. L'opera trattava infatti il lasso di tempo compreso tra il 78, anno della morte di Silla (a questo punto terminavano le Historiae scritte dallo storiografo Lucio Cornelio Sisenna, di cui Sallustio intendeva porsi come continuatore) ed il 67 a.C. (anno della vittoriosa campagna di Pompeo contro i pirati). Si tratta dunque del periodo che già nella prima monografia era stato definito cruciale nel processo di progressiva corruzione e degenerazione dello Stato repubblicano; non è però certo se lo storico intendesse proseguire la narrazione fino al 63, per ricollegarsi alla prima monografia.

## Stato di conservazione
L'opera è pervenuta solo in frammenti, comunque significativi, il che consente di ricostruirne almeno parzialmente la struttura complessiva.
Importante una silloge di quattro discorsi e due lettere, tramandati dall'uso che se ne fece nelle scuole di retorica: 
- Discorso del console Marco Emilio Lepido al popolo romano (78 a.C.);
- Discorso del senatore Lucio Marcio Filippo in Senato (77 a.C.);
- Discorso del console Gaio Aurelio Cotta al popolo romano (75 a.C.);
- Lettera di Gneo Pompeo Magno al Senato (75/4 a.C.);
- Discorso del tribuno Gaio Licinio Macro alla plebe (73 a.C.);
- Lettera di Mitridate VI del Ponto ad Arsace XVII di Partia (69 a.C.).

Altri tre passaggi vengono trasmessi in forma più o meno mutila in alcuni manoscritti. Si tratta del fragmentum Vaticanum, di due fogli contenenti otto colonne e appartenente al libro III; il fragmentum Berolinense, di un foglio contenente un pezzo del libro II; e il fragmentum Aurelianense, due parti di un palinsesto, una costituita da due fogli e l'altra da otto colonne complete e due mutile, scoperti da Hauler nel Codex Orleanensis 169. Il primo di questi integra il fragmentum Berolinense, e con esso dà conto del consolato di Lucio Ottavio e Gaio Aurelio Cotta (75 a.C.), mentre il secondo è di vario contenuto.
Infine, la maggior parte dei frammenti restanti - spesso molto brevi - deriva da citazioni dell'opera sallustiana tramandate da altri autori, specialmente grammatici del tardo antico.

## Struttura
È certo che l'opera fosse strutturata in cinque libri (volumina), preceduti da un proemio e da un'ampia retrospezione sul mezzo secolo di storia precedente. Nel proemio, di cui sopravvivono numerosi frammenti, lo storico promette di non impegnarsi più, come aveva fatto nelle monografie, in una difesa moraleggiante del ruolo della storia e dello storico, rivalutando invece la tradizione storiografica latina precedente, con una particolare lode a Catone il Censore e Gaio Fannio:
Infatti dai primordi di Roma fino alla guerra macedonica di Perseo…
Noi, in tanta abbondanza di uomini coltissimi…
Il più colto della stirpe romana se la sbrigò in poche parole.
A Fannio la (caratteristica della) verità.»
(Frr. 1-4a Reynolds - trad. A. D'Andria)
Segue poi la ripresa di una tematica già sviluppata nelle monografie, la corruzione della res publica:
A noi le prime discordie avvennero per colpa del vizio del genere umano, che inquieto e indomito si comporta sempre come per una gara di libertà, o di gloria, o di dominio.
Lo stato romano raggiunse l'apice del suo potere nel consolato di Ser. Sulpicio e M. Marcello, quando tutta la Gallia da questa parte del Reno, tra il Mediterraneo e l'Oceano, era stata conquistata, tranne le zone impraticabili a causa delle paludi. Tuttavia la repubblica agì con il massimo carattere morale e la massima concordia nel periodo tra la seconda e l'ultima guerra punica.
Dopo che, passato il timore di Cartagine, fu un lusso esercitare più cariche, nacquero moltissime rivolte, sedizioni e alla fine guerre civili, finché pochi potenti, verso i quali molti erano in obbligo, sotto l'onesta egida dei senatori o della plebe prepararono dominazioni; i cittadini venivano chiamati galantuomini o delinquenti non per le loro azioni verso lo Stato, tutti parimenti corrotti, ma veniva ritenuto galantuomo chiunque fosse il più ricco e forte nell'offendere, poiché difendeva la propria posizione.
E la dignità di entrambi i partiti era stata corrotta con tangenti.
Da quest'epoca i costumi degli antenati non cambiarono poco a poco come prima, ma a mo' di torrente; a tal punto i giovani furono corrotti da lusso e avidità che si potrà ben dire che nascessero persone che non potevano possedere per sé un patrimonio familiare, né permettere che gli altri lo facessero.
Dall'assassinio dei Gracchi iniziarono gravi sedizioni.»
(Frr. 5-17 Reynolds - trad. A. D'Andria)
Al proemio seguiva una carrellata dei fatti che avevano caratterizzato il cinquantennio precedente il 78, a fungere da introduzione alla narrazione vera e propria, che abbracciava un dodicennio denso di avvenimenti, con la rapida rovina della costituzione sillana e la concomitanza di più guerre.
Al centro del libro I campeggiava la figura di Silla, con l'episodio della rivolta di Lepido; nel II dominavano le campagne di Pompeo in Hispania e Macedonia, nel III l'inizio della guerra contro Mitridate, la fine della guerra contro Sertorio e lo scoppio della rivolta servile di Spartaco e Crixus; il libro IV abbracciava i fatti del periodo 72-70 a.C., con la conclusione della guerra servile; il V raccontava l'esito della campagna mitridatica di Lucullo e della guerra piratica di Pompeo.

## La concezione storico-politica
Il quadro generale è improntato ad un marcato pessimismo; sulla scena si avvicendano solo avventurieri e corrotti, in un clima di grave decadenza. Infatti, dopo la morte di Cesare, non erano più pensabili per Sallustio attese o progetti di riscatto. La sua ammirazione va a quei ribelli come Sertorio che, postosi a capo di un regno indipendente nella penisola iberica, contesta apertamente le istituzioni repubblicane, mettendosi però in luce grazie al proprio valore, non a manovre demagogiche. Ne è prova il breve ritratto nel I libro: «servì come tribuno militare in Spagna con grande onore, quando Tito Didio era governatore lì. Aveva dato un prezioso contributo alla guerra marsica fornendo soldati e armi. Molti successi sono stati raggiunti sotto la sua guida, ma questi non sono stati registrati nella storia, in primo luogo a causa della sua umile nascita e in secondo luogo perché gli storici erano mal disposti verso di lui. Tuttavia, mentre era in vita ha mostrato le prove di questi risultati nel suo aspetto, con diverse ferite sul davanti, inclusa la perdita di un occhio. Era molto orgoglioso di questa deturpazione del suo corpo e non si vergognava delle sue ferite, perché mostravano quanto gloriosamente avesse preservato il resto del suo corpo».
Pompeo, invece, viene caratterizzato in modo polemico: Sallustio, fedele alla sua politica pro Caesare, non manca di atteggiarlo come un arrivista che scatena le più basse passioni del popolo per meri fini politici. In effetti, nel III libro, di Pompeo si diceva che «fin dalla sua prima giovinezza, era stato persuaso dall'adulazione dei suoi sostenitori a credere che fosse uguale al re Alessandro. Pertanto aveva cercato di competere con i risultati e i piani di Alessandro».
Per evidenziare la concezione politica di Sallustio è interessante un discorso che elabora il concetto di libertas, e quindi di democrazia, che a Roma non ha corrispettivo diretto, ma che può trovare ospitalità nei concetti di iura o res publica. L'orazione pronunciata dal tribunus plebis Macro nel 73 a.C. si inserisce in un momento in cui il ruolo della magistratura a lui attribuita era stata esautorata, con le riforme di Silla, con la sua dittatura, negli anni 81-80 a.C. 
Nel discorso tenuto nella contio, Macro si rivolge al popolo romano e parla di ius e mos; rinviando alla tradizione delle lotte patrizio-plebee, rammenta che i costumi degli antenati devono essere mantenuti, ovvero è necessario tutelare i diritti conquistati. L'oratore esprime il valore per un uomo di carattere di combattere per la libertà, anche a costo di soccombere, piuttosto che rinunciare alla lotta, per recuperare il ruolo di garante del tribunus plebis e tutelare i diritti dei plebei. 
È necessario recuperare il ruolo di tutti i magistrati di tutela e garanzia e non si può abbandonare la res publica nelle mani corruttrici di pochi senza reagire: a tal proposito, Macro dichiara che ormai i romani si sono privati «di tutto ciò che avete ereditato dagli antenati», mentre in una democrazia deve governare la maggioranza, che deve potere esprimere liberamente i propri suffragi. Bisogna contrastare, dunque, coloro che assoggettano il potere e che vogliono sottrarre al popolo «la potestà tribunizia, arma forgiata dagli avi a difesa della libertà». 
Bisogna lottare non solo con le parole, secondo lo stesso oratore Macro, che basa la sua forza di attrazione proprio con la parola: infatti la contio è il locus libertatis, in cui si partecipa al vero spazio della democrazia e della partecipazione politica comunitaria e Macro con una serie di domande retoriche costruisce un dialogo, che dimostra la necessità della lotta. Non si possono dimenticare i propri diritti e doveri abbandonando la contio. I plebisciti non devono essere ratificati dalla classe patrizia; non c'è alcuna divinità che possa scegliere per i Quiriti ciò che è convalidato dal silenzio. 
Per Macro non si deve rispondere al sopruso con la violenza, perché nella res publica non si deve creare attrito, che scompagina l'assetto societario: è, quindi, necessario riconquistare gli iura e, se i patrizi si ostineranno nei loro interessi, non è necessario prendere le armi e compiere una ennesima secessione, mentre si può non partecipare più alla vita militare («travagli e pericoli non tocchino chi non avrà parte dei frutti»). Le avversità e i rischi di combattere, quindi, non devono più essere un interesse dei plebei, che non hanno alcun diritto («di non mettere più oltre a repentaglio la vostra via»).